# Peter Webber
Peter Webber (ur. 1968 r. w Wielkiej Brytanii) – brytyjski reżyser, znany głównie z filmu Hannibal po drugiej stronie maski. W 2004 roku był dwukrotnie nominowany do nagrody BAFTA za swój reżyserski debiut Dziewczynę z perłą.

## Filmografia
Filmy
- Dziewczyna z perłą (2003)
- Hannibal po drugiej stronie maski (2007)
- Cesarz (2012)

Telewizyjne
- The Temptation of Franz Schubert (1997)
- Underground (1999)
- Men Only (2001)
- Sześć stóp pod ziemią (2004, odcinek „The Dare”)